# Éfaté
Éfaté är en ö i Vanuatu. Det är huvudön i Shefa-provinsen och är den tredje största, men mest folkrika ön i landet, med en yta på cirka 900 km².
På den sydvästra delen av ön ligger Port Vila, landets huvudstad och dess största stad.